# Route 9 (Île-du-Prince-Édouard)
La Route 9 est une route secondaire de 18,1 km (11,2 mi) du centre de l'Île-du-Prince-Édouard. Son terminus sud est à l'intersection avec la route 19A à Clyde River et son terminus nord est à l'intersection avec la route 2 à North Wiltshire.

## Intersections majeures
| Comté                   | Ville           | km    | Destinations                                    | Notes                                      |
| ----------------------- | --------------- | ----- | ----------------------------------------------- | ------------------------------------------ |
| Queens                  | Clyde River     | 0,00  | Route 19A – New Dominion, Canoe Cove, Cornwall  |                                            |
| Queens                  | Clyde River     | 4,00  | Route 247 nord (Clyde River Road) – Clyde River | Terminus sud de la Route 247               |
| Queens                  | Bonshaw         | 5,70  | Route 1 est – Cornwall, Charlottetown           | Terminus sud du multiplex avec la Route 1  |
| Queens                  | Bonshaw         | 6,10  | Route 1 ouest – Borden-Carleton                 | Terminus nord du multiplex avec la Route 1 |
| Queens                  | Kingston        | 11,60 | Route 235 (Kingston Road)                       |                                            |
| Queens                  | Hampshire       | 14,20 | Route 225                                       |                                            |
| Queens                  | North Wiltshire | 18,10 | Route 2 – Kensington, Charlottetown             |                                            |
| - Terminus de multiplex |                 |       |                                                 |                                            |